# أنطونيو كايو دا سيلفا سوزا
أنطونيو كايو دا سيلفا سوزا (بالبرتغالية: Antônio Caio da Silva Sousa ) (مواليد 10 نوفمبر 1980م) لاعب كرة قدم برازيلي، يلعب حاليا خط وسط هجومي في فريق غوياس.
لعب في الدرجة الثانية في دوري المقاطعات البرازيلي seria B كما أن له تجربه احترافيه قصيره في شرق آسيا حيث لعب في اليابان مع نادي دراجونس و في كوريا مع نادي إل جي. كما لعب مع نادي الأهلي في المملكة العربية السعودية، وفي نادي كوريتيبا (PR)، وفلامنجو (RJ)، وتشونام دراغونز في كوريا الجنوبية، ونادي الخور في قطر، وبارانا (PR)، وإتوانا (SP)، وريو بريتو (SP)، وريو برانكو (SP)، وباهيا (BA)، وأفاي وأتليتيكو مينيرو. وقد سجل مع الاهلي 23 هدف اعتزل عام 2006.

## روابط خارجية
- أنطونيو كايو دا سيلفا سوزا على موقع دوري كوريا الجنوبية (الإنجليزية)
- أنطونيو كايو دا سيلفا سوزا على موقع قاعدة بيانات كرة القدم.إي يو (الإنجليزية)
- أنطونيو كايو دا سيلفا سوزا على موقع Soccerway.com (الإنجليزية)